# Akt całkowity
Akt  całkowity (ang. total act) – jeden z kluczowych terminów związanych z twórczością teatralną Jerzego Grotowskiego, oznaczający kulminację procesu działań scenicznych aktora/performera. Polega na dosłownym, ponownym przeżyciu przez aktora najważniejszych osobistych doświadczeń za pomocą impulsów płynących z głębi ciała. Przeżycie powinno wiązać się z tym, co dla aktora najbardziej intymne i najgłębiej skrywane przed innymi i przed nim samym. Takie obnażenie staje się czynem analogicznym do spowiedzi i prowadzi do oczyszczenia.

## Definicja i geneza
Akt całkowity uważany jest za jedno z najważniejszych odkryć Grotowskiego, dotyczy możliwości doświadczenia na drodze pracy aktorskiej takiego wymiaru życia, który przekracza doczesność. Nie jest odtworzeniem cudzego działania, ale spełnianym dramatycznie procesem poznania, doświadczenia i transformacji. Oznacza powrót do najważniejszych doświadczeń osobistych, polegający na ich dosłownym ponownym przeżyciu, ale oczyszczonym, sprowadzonym do struktury działań ściśle związanych z czystymi impulsami. Dramatyczność tego przeżycia, stanowiąca istotę jego specyfiki, polega na tym, że nie ma ono jedynie charakteru wewnętrznego, jak wspomnienie, lecz jest czynione całym organizmem. Jest to możliwe pod warunkiem, że ciało jest „przezroczyste”, a więc całkowicie zintegrowane z procesem wewnętrznym. Gdy ten warunek zostaje spełniony, działanie osiąga najwyższą aktualność – to, czego aktor doświadcza jest jednocześnie uobecniane, bezpośrednio dane, objawia się w teraźniejszości. Droga do tej bezpośredniości wiedzie przez „ogołocenie”, czyli eliminowanie wszelkich przeszkód, które stawia organizm osoby działającej (kładł nacisk na eliminowanie blokad i nazywał swoje podejście via negativa/„negatywna” ścieżka). Punktem dojścia dla tak pojmowanego procesu jest ujawnienie tego, co zazwyczaj skrywane. To zarazem akt transgresji, doświadczenie bycia kimś, kto nie zamyka się w granicach śmiertelnego „ja”.

## Akt całkowity a liturgia
Proces wiodący do aktu całkowitego może być postrzegany jako analogiczny do procesu rytualnego lub akcji liturgicznej, ale różni go od nich zdecydowanie jego praktyczny i areligijny charakter, zakorzenienie w doświadczeniu indywidualnym oraz wynikający stąd brak stałej, możliwej do użycia przez innych struktury. „Nie był to akt wiary przenoszony z żadnego kościoła do żadnego kościoła (nawet tego międzyludzkiego)”. Na określenie owej siły czy też osoby Grotowski używał pojęć w rodzaju „bezpieczny partner”, odwoływał się do powiedzenia Teofila z Antiochii – „Pokaż mi twojego człowieka, a ja ci pokażę mojego Boga”, a także do zapożyczonego z chrześcijaństwa, ale pozbawionego doktrynalnych odniesień, określenia Syn Człowieczy lub „człowiek, który poprzedza różnice”. Widziany w ten sposób akt całkowity jawi się jako doświadczenie bliskie hierofanii. Akt jest działaniem wyłącznie „z dołu”, co oznacza, że jego skuteczność musi być zdobywana wciąż na nowo, uobecniana w działaniu – jedynie przez czyniącego – co świadczy o performatywnym charakterze aktu.

## Akt całkowity a transgresja
W ostatnich latach życia Grotowski skoncentrował się na rzemieślniczej precyzji działania i wzmocnieniu obiektywności aktu całkowitego, co doprowadziło do stworzenia Akcji we współpracy z Thomasem Richardsem w Workcenter of Jerzy Grotowski and Thomas Richards w Pontederze we Włoszech. Dążenie do wykorzystania przedstawienia/widowiska jako narzędzia poznania i przekraczania kondycji przyrodzonej człowiekowi, realizowane przez Grotowskiego w akcie całkowitym i Akcji, może „w długofalowym procesie pracy doprowadzić można najpierw aktora, a poprzez jego akt także widzów-świadków do szczególnego stanu transgresji, doświadczenia transcendencji o sile zbawczej, tzn. – pozwalającej zanegować ostateczność śmierci”. Obydwa zjawiska wpisują się w zainteresowania antropologii filozoficznej.

## Akt całkowity w spektaklach Teatru Laboratorium
Pierwsze próby osiągnięcia aktu całkowitego wiążą się z pracą Grotowskiego w Teatrze Laboratorium – ze Zbigniewem Cynkutisem nad rolą Fausta w Tragicznych dziejach doktora Fausta (1963). Była to próba nie w pełni jeszcze udana, ale wyraźnie wskazywała na możliwości przekraczania techniki i powoływania indywidualnych czynów, będących zarazem aktami poznawczymi. Mówiono niekiedy, że finał V wersji Akropolis stanowił zapowiedź aktu całkowitego (1968). Zdaniem Dariusza Kosińskiego wydaje się jednak, że największa wartość tego przedstawienia zasadzała się na tym, że Grotowski i jego aktorzy docierali tu do poszukiwanego przez Ludwika Flaszena „absolutu teatralności”, w którym znikały podziały właściwe dla kultury Zachodu, a aktorzy/tancerze/śpiewacy stopniowo zmierzający do technicznej doskonałości tworzyli partyturę o niemal niewyobrażalnej sile i precyzji. Intymna i indywidualna praca Cynkutisa i reżysera, wykorzystująca doświadczenia i impulsy związane ze sferą erotyki, choć nie doprowadziła jeszcze do rozwiązania wszystkich trudności, wskazała dalsze możliwości. Grotowski rozwinął je w trakcie indywidualnej pracy z Ryszardem Cieślakiem nad rolą tytułową w Księciu Niezłomnym (1965). Jej efektem było nie tylko doprowadzenie do jednorazowego zaistnienia aktu (co prawdopodobnie udało się już w pracy z Cynkutisem), ale też do jego precyzyjnego zafiksowania i ponawiania w ramach spektaklu. Grotowski osobno pracował z całym zespołem, a osobno, indywidualnie z Cieślakiem. W tej zamkniętej, bardzo intymnej pracy reżyser pełnił – według jego własnego określenia – funkcję akuszera, pomagającego aktorowi w jego dramatycznym poszukiwaniu sobą. W trakcie trzeciego monologu Księcia Cieślak – za sprawą erotycznych doświadczeń – docierał do punktu kulminacyjnego swego aktorskiego czynu. Don Fernand wypowiadał go na centralnie umieszczonej drewnianej skrzyni, tworząc obraz jaśniejącego wewnętrznym blaskiem człowieka, mówiącego o śmierci będącej żywotem. Tadeusz Kornaś opisuje tę scenę:
„Partytura działań była tak zjednoczona z wydobytymi z pamięci ciała wspomnieniami, że prawie zawsze w tych samych miejscach monologów od okolic splotu słonecznego Książę zaczynał drżeć. Jak mówi Grotowski, był to element, nad którym nie pracowano, lecz pojawiał się organicznie podczas każdego spektaklu. Po prostu ośrodki energetyczne zawsze uruchamiały się w danym momencie. Działanie tak głęboko sięgało wewnątrz ciała, że organizm reagował na nie w każdym przedstawieniu dokładnie w taki sam sposób. Cieślak, jak się domyślam, działał w czasie teraźniejszym, jakby za każdym razem podejmował rolę pierwszy raz”.
Do pewnego stopnia akt całkowity udał się także w trakcie zespołowej pracy nad Apocalypsis cum figuris (1968–1969), co w dużej mierze zadecydowało o sile oddziaływania tego przedstawienia. Pierwszy etap tej pracy przebiegał wewnątrz zespołu i polegał na szukaniu sposobów dopełnienia aktu całkowitego nie tylko przez jednego „wybrańca”, lecz także przez wszystkich działających. „Trzeba też zauważyć, że akt całkowity Ryszarda Cieślaka w Księciu Niezłomnym czy przedstawienie Apocalypsis cum figuris trudno sytuować wyłącznie w domenie teatralnej – ich miejsce widzieć trzeba raczej w domenie człowieczej”.